# 3. Sinfonie (Tschaikowski)

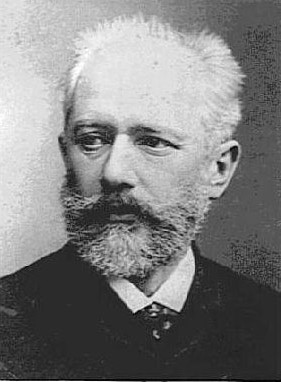
Peter Tschaikowski, Fotografie unbekannten Datums

Die Sinfonie Nr. 3 D-Dur op. 29 („Polnische“) ist eine Sinfonie des russischen Komponisten Pjotr Iljitsch Tschaikowski. Der Beiname beruht auf der im Finalsatz verwendeten Polonaise.

## Entstehung
Die Sinfonie entstand im Jahr 1875 kurz nach Tschaikowskis erstem Klavierkonzert und dem Ballett Schwanensee.

## Zur Musik

### Orchesterbesetzung
Piccoloflöte, zwei Flöten, zwei Oboen, zwei Klarinetten, zwei Fagotte, vier Waldhörner, zwei Trompeten, drei Posaunen, Tuba, Pauke, Streichinstrumente.

### Satzbezeichnungen
1. Introduzione e Allegro
2. Alla tedesca. Allegro moderato
3. Andante elegiaco
4. Scherzo. Allegro vivo
5. Finale. Allegro con fuoco

### Analyse
Der häufig vorgebrachte Kritikpunkt, Tschaikowskis Sinfonien hätten den Charakter von Suiten, trifft am ehesten auf die dritte Sinfonie zu. Innerhalb von Tschaikowskis Schaffen ist sie die einzige Sinfonie, die fünf Sätze hat und in einer Dur-Tonart steht.
Der in Sonatensatzform stehende erste Satz wird von einem Trauermarsch eingeleitet und geht in ein lebhaftes Hauptthema und ein poetisches Seitenthema über; zudem enthält er kontrapunktische Elemente. Im tänzerischen zweiten Satz wechseln sich Ländler- und Walzerrhythmen ab. Der idyllische dritte Satz erinnert an Ludwig van Beethovens sechste Sinfonie, die „Pastorale“. Im vierten Satz finden sich marschartige Rhythmen. Der energische fünfte Satz enthält, wie der Kopfsatz, kontrapunktische Elemente und wird von einer Fugati enthaltenden Polonaise beendet, durch die die Sinfonie zu ihrem Beinamen „Polnische“ kam.

## Wirkung
Die Uraufführung der Sinfonie fand am 7. November 1875 in Moskau statt; wie bei Tschaikowskis zweiter Sinfonie stand der mit dem Komponisten befreundete Nikolai Grigorjewitsch Rubinstein am Dirigentenpult.
Im Folgejahr bezeichnete der russische Kritiker Laroche das Werk als das größte musikalische Ereignis des Jahrzehnts. Dennoch wird es, ebenso wie Tschaikowskis erste Sinfonie und zweite Sinfonie, vom Erfolg der „drei Großen“, nämlich der vierten Sinfonie, fünften Sinfonie und sechsten Sinfonie, überschattet.
Trotz des Erfolges der dritten Sinfonie beim Publikum bemängelte Tschaikowski selbst ihren Mangel an kreativen Ideen.

## Belege
- Christoph Hahn, Siegmar Hohl (Hg.), Bertelsmann Konzertführer, Bertelsmann Lexikon Verlag, Gütersloh/München 1993, ISBN 3-570-10519-9
- Harenberg Konzertführer, Harenberg Kommunikation, Dortmund, 1998, ISBN 3-611-00535-5
- Begleitheft der Doppel-CD Tchaikovsky – Symphonies Nos. 1-3, Philips Classics, 1995